# Light This City
Lajt dis siti (engl. Light This City) je bio američki melodični det metal bend iz Zalivske oblasti San Franciska

## O bendu
Bio je poznat po tome što je bio jedan od retkih det metal bendova koji je imao pevačicu za glavni vokal. Osnovan je 2002. godine, a prvi studijski album The Hero Cycle objavili su iduće godine pod sopstvenom izdavačkom kućom. Nakon toga potpisuju ugovor sa Prostetik rekordsom, pod kojim su objavili tri albuma, Remains of the Gods, Facing the Thousand i poslednji Stormchaser 2008. godine. Na njihovim albumima, između ostalih gostovali su Čak Bili iz Testamenta i Trevor Sternad iz Blek Dalija merdera. Nakon raspada, pevačica Lora Nikol i bubnjar Ben Mari su osnovali pank bend Hartsaunds, a gitarista Rajan Hansen i basista Džon Frost metal bend Arčin Barin. Nakratko su se ponovo bili okupili na povratničkoj turneji u aprilu 2010. godine.

## Članovi benda
Poslednja postava
- Lora Nikol - vokal
- Brajan Forbs - gitara
- Rajan Hansen - gitara
- Džon Frost - bas gitara
- Ben Mari - bubnjevi

## Diskografija
- (2003)
- (2005)
- (2006)
- (2008)

## Spoljašnje veze
- Zvanična Majspejs prezentacija benda